# Lanio aurantius
La tangara gorjinegra (Lanio aurantius), también denominada acalandriado cabecinegro, frutero de pico ganchudo, tangara capucha negra, tángara garganta negra, tangara cabecinegra o tángara-lanio gorjinegro, es una especie de ave paseriforme de la familia Thraupidae perteneciente al género Lanio. Es nativa del sureste de México y noreste de América Central.

## Distribución y hábitat
Se distribuye desde el sur de México (por la vertiente del Golfo), hacia el este por Belice, Guatemala, hasta el norte de Honduras.
Esta especie habita en bosques tropicales húmedos de tierras bajas donde prefiere los estratos medio y bajo del bosque, hasta los 750 m de altitud.

## Descripción
Mide entre 16 y 20 cm de longitud. Se distingue por la presencia de un pico ganchudo. El macho es de cabeza negra, cuerpo amarillo, alas y cola negras. La hembra es verde olivácea en las partes dorsales, garganta gris clara y vientre amarillo. Emite sonidos ruidosos como llamado.

## Sistemática

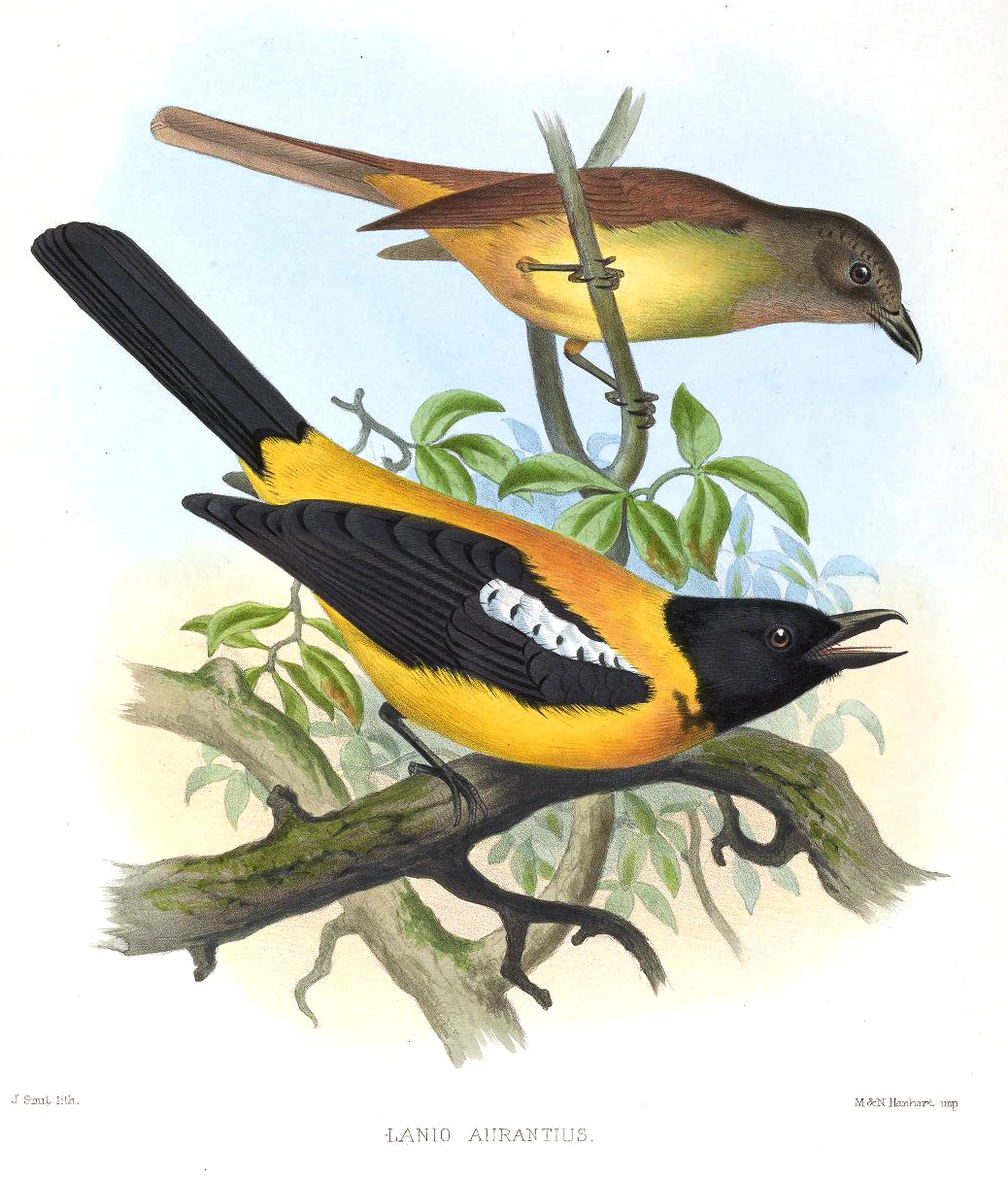
Lanio aurantius (arriba: hembra, abajo: macho), ilustración de Joseph Smit en Exotic ornithology: containing figures and descriptions of new or rare species of American birds, 1869.

### Descripción original
La especie L. aurantius fue descrita por primera vez por el ornitólogo francés Frédéric de Lafresnaye en 1846 bajo el mismo nombre científico; su localidad tipo es: «Colombia, error, se sugiere Guatemala».

### Etimología
El nombre genérico masculino «Lanio» deriva del género Lanius Linnaeus, 1758, nombre para designar aves comúnmente llamadas de alcaudones; y el nombre de la especie «aurantius», proviene del latín moderno y significa «de color anaranjado».

### Taxonomía
Es monotípica. Los amplios estudios filogenéticos recientes de Burns et al. (2014) demuestran que esta especie es hermana de Lanio leucothorax y el par formado por ambas es hermano de Lanio fulvus.